# Jack Prior
Jack Prior (* um 1915) war ein australischer Badmintonspieler.

## Karriere
In einer Zeit, in der sich internationale Vergleiche in seiner Heimat vorwiegend auf Wettkämpfe mit dem benachbarten Neuseeland beschränkten, gewann Jack Prior mit Bob Harper in den Jahren 1937, 1938 und 1939 drei australische Herrendoppeltitel in Folge.

## Sportliche Erfolge
| Saison | Veranstaltung                     | Disziplin    | Platz | Name                    |
| ------ | --------------------------------- | ------------ | ----- | ----------------------- |
| 1937   | Australien: Einzelmeisterschaften | Herrendoppel | 1     | Bob Harper / Jack Prior |
| 1938   | Australien: Einzelmeisterschaften | Herrendoppel | 1     | Bob Harper / Jack Prior |
| 1939   | Australien: Einzelmeisterschaften | Herrendoppel | 1     | Bob Harper / Jack Prior |